# Retrato da Família do 1.º Visconde de Santarém
O Retrato da Família do 1.º Visconde de Santarém é uma pintura a óleo sobre tela do pintor português Domingos Sequeira e que faz parte atualmente do acervo do Museu Nacional de Arte Antiga de Lisboa.
A pintura representa portanto o 1.º Visconde de Santarém, João Diogo de Barros Leitão Carvalhosa, acompanhado da sua segunda esposa, dos cinco filhos deste casamento e do seu irmão mais novo, D. António Roberto, arcebispo de Adrianópolis. No quadro dependurado está representado o seu filho primogénito.
Atendendo à data da atribuição do título de visconde de Santarém pelo príncipe regente D. João em 1811, à inserção de estátua de D. João VI sobre a mesa, o qual havia sido aclamado rei em 1816, juntamente com a constatação das idades dos personagens, levou Maria Alice Beaumont a sugerir a data de 1816 para a realização do quadro.

## Descrição
Num elegante interior de linhas clássicas, o 1.º Visconde de Santarém fez-se representar com a sua segunda esposa e os cinco filhos deste casamento, mais o irmão, o Arcebispo de Adrianópolis, que com ele está sentado à mesa.
No quadro colocado sobre o fogão da sala, o quadro dentro do quadro, está representado o seu filho primogénito e futuro ministro de D. Miguel, fruto do seu primeiro casamento, juntamente com os tios, os Viscondes de Vila Nova da Rainha, respectivamente irmã e cunhado de João Leitão Carvalhosa.
A escultura colocada sobre a mesa representa D. João VI que fora aclamado Rei de Portugal a 20 de Março de 1816, aclamação que ocorreu no Rio de Janeiro onde residia desde 1808.
O Visconde desempenhava as funções de inspector dos Paços Reais e este retrato pretende ser uma homenagem ao novo monarca e uma imagem da importância social da família.
A pintura passou a fazer parte do Museu Nacional de Arte Antiga por doação do 3.º Visconde de Santarém, Manuel Francisco de Barros Saldanha (1878-1953).

## Galeria de detalhes

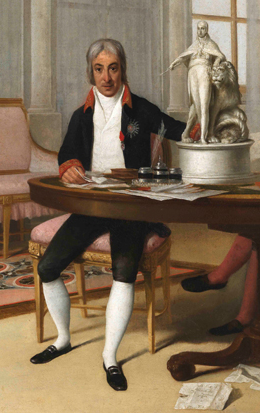
Retrato do Visconde de Santarém, pormenor do Retrato da Família do 1.º Visconde de Santarém (1816), por Domingos Sequeira
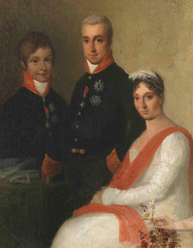
Retrato do 2.º Visconde de Santarém (à esquerda) e dos Viscondes de Vila Nova da Rainha, pormenor do Retrato da Família do 1.º Visconde de Santarém (1816), por Domingos Sequeira
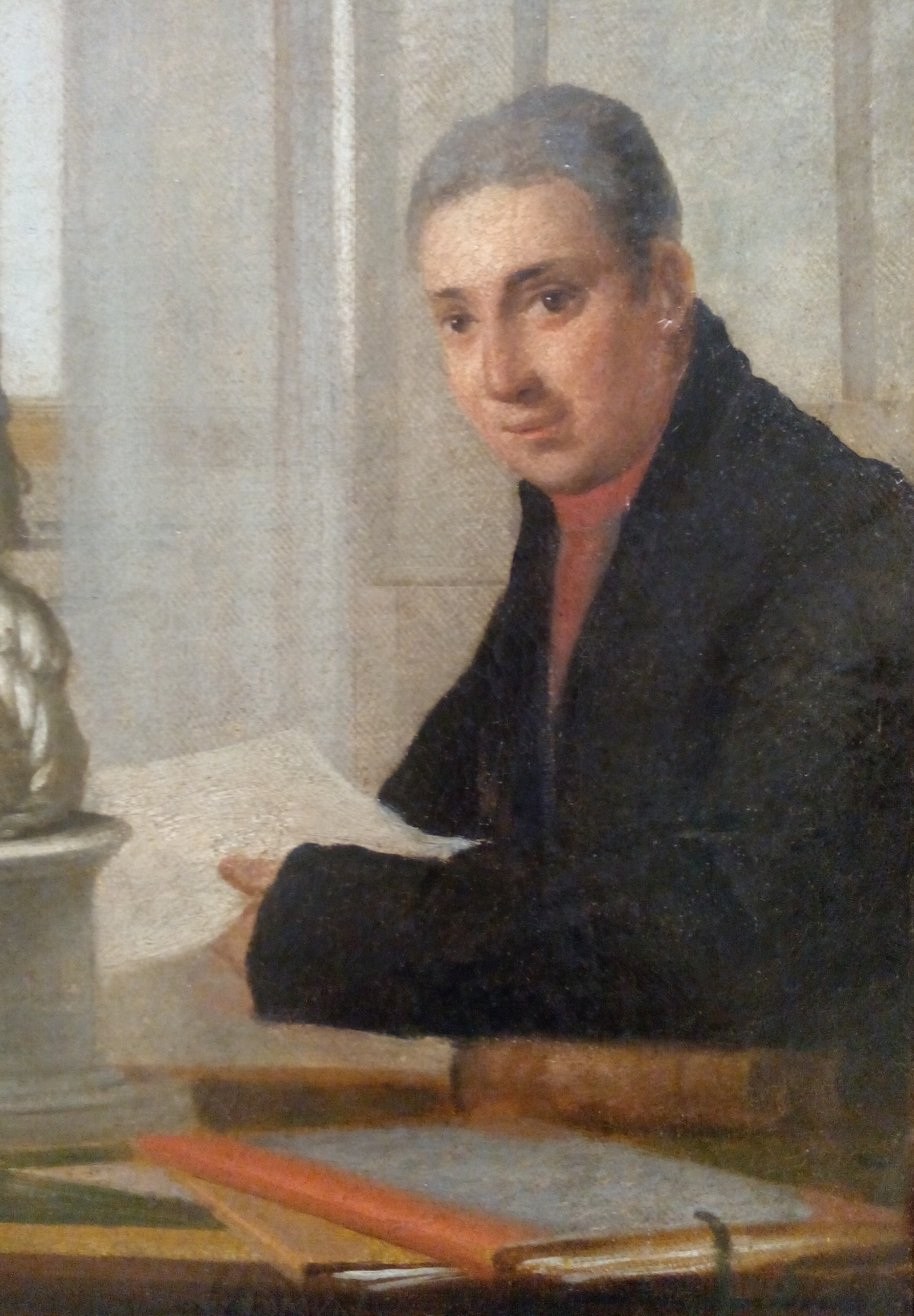
Retrato de António Roberto de Barros Leitão e Carvalhosa, pormenor do Retrato da Família do 1.º Visconde de Santarém (1816), por Domingos Sequeira

## Ligação externa
- Página oficial do Museu Nacional de Arte Antiga